# Ágnes Hranitzky
Ágnes Hranitzky (n. 4 iulie 1945, Derecske, Hajdú-Bihar, Ungaria) este o regizoare și monteuză maghiară, cel mai bine cunoscută pentru colaborarea de lungă durată cu soțul ei, Béla Tarr. Mai este cunoscută pentru filme precum Omul de la Londra și Calul din Torino.

## Cariera de film
Hranitzky a început să lucreze în 1970 ca editor de film pentru filme maghiare. Ea și-a început colaborarea cu regizorul Béla Tarr în 1981, la montarea filmului Outsider. De atunci s-a ocupat de montajul tuturor filmelor de-ale lui Tarr.
În anul 2000, cu filmul Werckmeister Harmonies Hranitzky a început să fie socotită drept co-regizoare ale filmelor lui Tarr. Tarr este cunoscut pentru scenele sale lungi, lungime care au obligat-o pe Hranitzky să fie pe platou, în timpul producției, în scopul de a-l informa pe Tarr despre cum s-ar dezvolta filmul în camera de editare și care duble s-ar potrivi cu altele.
Ea a co-regizat de Omul de la Londra, în 2007, din nou, cu Tarr În calitate de regizor principal. Filmul a avut premiera în competiția Festivalului de Film de la Cannes din 2007.
În 2011, ea a co-regizat din nou cu Tarr, de această dată filmul Calul din Torino, care a avut premiera în 2011, la cea de-a 61-a ediție a Festivalului Internațional de la Berlin, unde a primit Marele Premiu al Juriului.

## Viața personală
Hranitzky este căsătorită cu regizorul Béla Tarr și a fost cu el de când s-au întâlnit pentru prima dată în 1978.

## Legături externe
- Ágnes Hranitzky la Internet Movie Database